# Chloresthia clypeata
Chloresthia clypeata är en skalbaggsart som beskrevs av Leon Fairmaire 1905. Chloresthia clypeata ingår i släktet Chloresthia och familjen Cetoniidae. Inga underarter finns listade i Catalogue of Life.